# Paranerita bolivica
Paranerita bolivica là một loài bướm đêm thuộc phân họ Arctiinae, họ Erebidae.